# Guy Roux Manager
Guy Roux Manager est une série de jeux vidéo de gestion sportive d'Ubisoft. Elle tient son nom de l’entraîneur Guy Roux.

## Titres
- 1993 : Guy Roux Manager (Amiga, Atari ST, DOS), adaptation de Championship Manager, premier titre de la série L'Entraîneur
- 1998 : Guy Roux Football Manager : Saison 97/98 (PlayStation)
- 1998 : Guy Roux Manager 98 (Windows)
- 1999 : Guy Roux Manager 99 / Player Manager Ninety Nine (Windows, PlayStation)
- 2000 : Guy Roux Manager 2000 / Player Manager 2000 / O'Leary Manager 2000 (Windows, PlayStation, Game Boy Color)
- 2000 : Guy Roux Manager 2001 / Alex Ferguson's Player Manager 2001 (PlayStation)
- 2001 : Guy Roux Manager 2002 / Alex Ferguson's Player Manager 2001 (PlayStation 2)
- 2001 : Guy Roux Manager 2002 / Alex Ferguson's Player Manager 2002 /  DSF Fussball Manager 2002 (PlayStation, Game Boy Advance)
- 2006 : Guy Roux Football Manager Pro (Windows), reprise de la série par JoWooD Entertainment[1]